# Zlatna
Zlatna (del húngaro: Zalatna) es una ciudad de Rumania en el distrito de Alba.

## Geografía
Se encuentra a una altitud de 409 m s. n. m. a 386 km de la capital, Bucarest.

## Demografía
Según estimación 2012 contaba con una población de 8 226 habitantes.
| 1948 | 1956 | 1966 | 1977   | 1992  | 2002  | 2012  |
| s/d  | s/d  | s/d  | 10 027 | 9 391 | 8 612 | 8 226 |